# Christian Siebrecht
Christian Siebrecht (* 11. März 1968 in Essen) ist ein ehemaliger internationaler Hockey-Schiedsrichter, der das Herren-Finale bei den Olympischen Sommerspielen 2000 in Sydney geleitet hat.
Seine nicht sonderlich erfolgreiche Karriere als Hockeyspieler begann Siebrecht im Alter von sechs Jahren beim HC Essen 99, zu dem er, nach einem kurzen Intermezzo beim Lokalrivalen Schwarz-Weiß Essen, 1982 zurückkehrte. Von 1993 bis 2005 spielte er für den THC Münster, ehe er seit 2005 beim H.H.C. Haackey in Haaksbergen (Niederlande) am Veteranenhockey teilnimmt.
Seine Schiedsrichterlaufbahn begann er als 17-Jähriger auf Verbandsebene zusammen mit seinem langjährigen Partner, Markus Rüsing, vom ETuF Essen.
Mit der Leitung von Bundesligaspielen wurde er mit der Einführung der 2. Bundesliga 1988 betraut, 1989 wurde er bereits für die 1. Bundesliga nominiert.
Sein erstes Länderspiel bestritt er 1993 bei einem 4-Nationen-Turnier in Buenos Aires (Argentinien). Erster Höhepunkt seiner Karriere war die Nominierung für die Feldhockey-Weltmeisterschaften 1998 in Utrecht (Niederlande), der die Berufung in die höchste Kategorie der Internationalen Schiedsrichter, der „World Cup and Olympic List“, vorausging. Nach zwei Nominierungen für die Champions Trophy (1995 Berlin, 1999 Brisbane) wurde er für die Olympischen Spiele 2000 in Sydney, zusammen mit Richard Wolter und Ute Conen, nominiert. Hier wurde er mit der Leitung des Finales bei den Herren, zusammen mit dem Spanier Santiago Deo, betraut.
Nach den Olympischen Sommerspielen 2000 beendete der in Münster lebende Siebrecht seine nationale und internationale Schiedsrichterkarriere überraschend aus privaten Gründen und war bis 2007 als Umpires Manager für die FIH aktiv.
Von 1991 bis 1995 war Siebrecht Schiedsrichterobmann des Westdeutschen Hockey-Verbandes e.V., dessen Sportwart/Vizepräsident Sport er von 2006 bis 2009 war.
Der studierte Volkswirt ist verheiratet und hat drei Kinder. Beruflich ist er als Leiter Controlling bei der Fa. Hochwald Foods GmbH, einem mittelständischen Unternehmen der Nahrungsmittelindustrie, beschäftigt.